# Mario Is Missing!
Mario Is Missing! (マリオ イズ ミッシング！?, Mario izu Misshingu!) è un videogioco educativo del franchise di Mario.
Pubblicato nel 1992 per MS-DOS e Super Nintendo Entertainment System, nel 1993 per Nintendo Entertainment System e nel 1994 per Mac OS. Il giocatore controlla Luigi, che deve viaggiare in tutto il mondo per trovare e restituire tesori rubati come parte di una ricerca per trovare suo fratello, Mario, che è stato catturato da Bowser. Mario Is Missing!, parte di una serie di giochi educativi di Mario, ha segnato il primo ruolo da protagonista di Luigi in un videogioco (sebbene fosse il personaggio principale del gioco Game Watch del 1990 Luigi's Hammer Toss), cosa che non si sarebbe ripetuta fino al 2001, quando Luigi's Mansion venne pubblicato per GameCube.

## Trama
Bowser si fa costruire un nuovo castello in Antartide, dal quale intende usare una grande quantità di asciugacapelli per sciogliere i ghiacci e far affondare le terre emerse, e invia i suoi servi Koopa Troopa a derubare preziosi artefatti per le città del mondo per finanziare quest'operazione. Mario, Luigi e Yoshi viaggeranno fin laggiù per fermarlo, ma l'esitazione di Luigi comporterà il rapimento di Mario da parte di Bowser, di conseguenza dovrà salvarlo.

## Modalità di gioco
Luigi progredisce nel gioco completando i livelli nel castello di Bowser. Ogni piano è custodito da un Bowserotto e contiene un certo numero di tubi che trasportano Luigi in una città diversa. Una volta che un piano è completato, Luigi deve sconfiggere il Bowserotto di guardia per passare a quello successivo.
La maggior parte del gioco prevede di muoversi in una città a scorrimento laterale e saltare sui Koopa Troopa per recuperare i reperti rubati (pezzi di famosi monumenti). Luigi quindi deve riportare questi artefatti alle loro rispettive posizioni e rispondere correttamente a due domande circa il monumento. Una volta che un artefatto viene restituito, il monumento a cui è legato viene riaperto.
Durante i suoi tentativi di restituire tutti i tre artefatti ai loro luoghi d'origine, Luigi deve determinare la sua posizione per ricevere l'assistenza di Yoshi utilizzando un dispositivo chiamato Globulator. Se Luigi indirizza Yoshi nella posizione corretta, può cavalcarlo, ottenendo doppia velocità; Yoshi sarà inoltre necessario per ritornare al castello.
Quando Luigi completa un livello e torna al castello di Bowser, Yoshi resterà nella città dove si trovava, anche se Luigi attraversa il tubo insieme a lui; ma è sempre possibile richiamarlo nella città successiva.
In ogni città, Luigi è in grado di interrogare la gente del posto per ottenere indizi utili a capire la sua posizione, la direzione dei Koopa rimanenti, e informazioni sui monumenti interessati. Gli viene anche consegnata una mappa che mostra dove sono i punti d'informazione, le persone e i Koopa in quella specifica città.
Restituiti tutti i reperti e sconfitto l'ultimo Bowserotto (Ludwig Von Koopa), questi rilascerà una chiave, che permetterà a Luigi di liberare Mario.
Il gioco ha differenti livelli di difficoltà, che vanno da "Preschool" a "Adult".

## Accoglienza
Essendo un gioco di carattere educativo, piuttosto che di avventura dinamica, l'accoglienza del titolo fu inizialmente media. Tuttavia, le vendite delle versioni NES e SNES superarono, secondo The Software Toolworks, i 7 milioni di dollari di profitto durante il secondo trimestre del 1993.
Electronic Gaming Monthly ha recensito la versione SNES al momento della sua uscita; tre dei quattro recensori della rivista hanno affermato che il gioco risultasse troppo lento e facile per i giocatori esperti, ma che offrisse un grande appeal per il suo pubblico giovane fornendo al contempo un buon valore educativo. I revisori di GameFan hanno elogiato la versione SNES del gioco e l'hanno confrontata con Carmen Sandiego. Nintendo Power ha definito la grafica del gioco "eccellente". GamePro, nel trattare la versione SNES, ha definito il gioco "un buon modo per imparare la geografia", ma ha scritto che i giocatori non dovrebbero aspettarsi che il gioco sia emozionante. La rivista ha anche asserito che i giocatori più giovani avrebbero bisogno di aiuto per progredire nel gioco.
Nintendo Magazine System UK ha recensito la versione SNES e ha scritto che ha avuto successo sia come gioco educativo che divertente, ma ha notato che sarebbe stato adatto solo per persone di una determinata fascia di età. SNES Force ha criticato la grafica e il gameplay limitato e ha notato che risultava troppo facile per i giocatori meno giovani e troppo difficile per i giocatori più giovani. Total! ha dichiarato che la versione NES non era valida come la versione SNES.
Chris Cavanaugh di AllGame ha recensito la versione SNES e l'ha considerata "piuttosto divertente" per i bambini, ma dichiarando che i giocatori adulti non sarebbero stati interessati. Cavanaugh ha apprezzato inoltre la grafica colorata, ma ha criticato il gameplay ripetitivo e le caratteristiche "praticamente identiche" di ogni città. Skyler Miller di AllGame ha recensito la versione NES e ha notato che la grafica era sbiadita e priva di dettagli, ma ha sostenuto che il gioco complessivo fosse "buono come ci si può aspettare" per un gioco NES della serie Mario che non è stato creato da Nintendo. Miller ha notato che il gioco dovrebbe piacere ai giocatori più giovani a causa della sua combinazione "relativamente perfetta" di istruzioni e azione. Lisa Karen Savignano, sempre per AllGame, ha recensito la versione per Macintosh e lo ha considerato un gioco divertente con una grafica adeguata, ma ha anche affermato che si trattava di un gioco semplice, sottolineando che era destinato ai giovani giocatori. Savignano ha definito la musica "abbastanza bella", ma ha notato gli effetti sonori di base e la mancanza di doppiaggio.
Il consenso critico del gioco è però cambiato nel tempo. Luke Plunkett di Kotaku ha scritto nel 2012 che, a differenza delle versioni NES e SNES, la versione PC "era la star, con non solo più contenuti ma anche una grafica migliore", anche se notò anche che il gioco era "orribile" e non molto educativo. Kevin Wong di Kotaku ha notato nel 2015 che il gioco era stato accolto negativamente in molte recensioni online, sebbene lo stesso Wong abbia elogiato le animazioni e la musica dei personaggi e abbia scritto: "Penso che il contraccolpo contro Mario Is Missing si riduca alle aspettative; ciò che è adatto in un'età potrebbe essere noioso e tendioso in un'altra."
Nel 2016, Samuel Roberts di PC Gamer ha notato che la versione per computer aveva una scarsa pixel art e che "ogni strada ha esattamente gli stessi edifici e tutti gli NPC sono esattamente gli stessi". Roberts ha anche dichiarato che il gioco era "concettualmente sconcertante e odiato dai fan di Nintendo". Nel 2017, Seth Macy di IGN ha incluso il gioco nella lista dei "Giochi di Mario più strani mai realizzati", scrivendo che l'aspetto più strano del gioco "è il modo in cui Bowser usa come arma il cambiamento climatico per sciogliere il ghiaccio dell'Antartide, inondando la Terra in modo da poter rubare punti di riferimento. È una trama super malvagia e causerebbe la morte di miliardi di persone".